# Tove Nilsen
Tove Nilsen, née le 25 octobre 1952, est une romancière, une auteure de littérature d'enfance et de jeunesse et une critique littéraire norvégienne.

## Biographie
Née en 1952, elle grandit à Bøler, un quartier résidentiel en banlieue d’Oslo et effectue des études de littérature.
Elle devient ensuite journaliste et critique littéraire. Elle se lance dans l’écriture de romans en 1974 avec son œuvre Aldri la dem kle deg forsvarsløst naken [ce qui peut se traduire par Ne les laisse jamais te déshabiller sans te défendre]. Ce roman est consacrés aux thèmes de l’oppression des femmes dans le domaine de leur sexualité et au droit à l’avortement : l’IVG a été autorisée en 1978 en Norvège.
L’année suivante, son deuxième roman, Helle og Vera [Helle et Véra], est centrée sur une relation lesbienne. Les parutions de ses romans pour adultes s’échelonnent ensuite régulièrement, avec quelques œuvres autres qui s’intercalent, notamment des livres pour les enfants.
Son roman sur l'adolescence dans une ville-dortoir, Skyskraperengler [Les Anges des gratte-ciel], paru en 1982, devient un best-seller. C’est le premier volet d’une trilogie, dont les deux autres volets sont sortis bien plus tard, en 1996, Skyskrapersommer et en 1997, G for Georg. Elle s’inspire d’éléments autobiographiques, mais se focalise sur la capacité de l’imagination et de la poésie à dépasser le vécu et la réalité. Den svarte gryte [La Marmite noire], paru en 1984, s’intéresse à la vie des immigrés à Oslo, des thèmes de critiques sociales revenant régulièrement dans ses écrits. Un autre de ses ouvrages, Lystreise [qui a été traduit en français en Gestations], paru en 1995, s’intéresse à la création féminine, avec le personnage d’une narratrice qui est enceinte à la fois d’un enfant et d’un livre, et qui voit sa volonté d’aboutir dans son travail d’écriture se renforcer à mesure que son ventre grossit. Kretadøgn [Journées de Crète], publié en 2003, expose le comportement de vacancières norvégiennes vis-à-vis des habitants de Crète
Elle a reçu le prix littéraire de la société Riksmål en 1993. Son roman Øyets sult, a été nommé pour le prix de littérature du Conseil nordique.

## Principales publications
- Aldri la dem kle deg forsvarsløst naken, roman (1974)
- Helle og Vera, roman (1975)
- Tonje – snart 11 år, livre pour enfants (1976)
- Hendene opp fra fanget, recueil de nouvelles (1977)
- De skulle bare visst, livre pour la jeunesse (1977)
- Gerhard, roman (1978)
- Fritt løp, roman (1980)
- Skyskraperengler, roman (1982)
- Vi tier ikke, récit (1983)
- Den svarte gryte, roman (1984)
- I stedet for dinosaurer, roman (1987)
- Oslobilder, livre de photographies (1988) (photographe : Morten Krogvold)
- Chaplins hemmeligheter , roman (1989)
- Amazonaspornografen, roman (1991)
- Øyets sult,roman (1993)
- Lystreise, roman (1995)
- Skyskrapersommer, roman (1996)
- G for Georg , roman (1997)
- Etter Kairo, roman (2000)
- Kvinner om natten, roman (2001)
- Kretadøgn, roman (2003)
- Skrivefest, récit (2005)
- Sommer 2005, roman (2006)
- Vingetyven, roman (2008)
- Nede i himmelen, roman (2010)
- Konge i snø, roman (2014)[5]
- Himmelske tilstander, roman (2017)